# Try Better Next Time
Try Better Next Time è un singolo del gruppo musicale britannico Placebo, pubblicato l'11 gennaio 2022 come terzo estratto dall'ottavo album in studio Never Let Me Go.

## Descrizione
Come spiegato dal frontman Brian Molko, il testo del brano affronta la fine del mondo come lo conosciamo rivelandosi un inno a ciò che potrebbe venire dopo:

## Video musicale
Il video, diretto da Oscar Sansom, è stato reso disponibile il 21 gennaio 2022 ed è stato registrato presso i Twickhenam Studios di Londra.

## Tracce
Testi e musiche di Brian Molko e Stefan Olsdal.
1. Try Better Next Time – 3:07
2. Surrounded by Spies – 5:14
3. Beautiful James – 4:08

## Formazione
Hanno partecipato alle registrazioni, secondo le note di copertina di Never Let Me Go:
Gruppo
- Brian Molko – voce, chitarra, sintetizzatore, loop, drum machine, percussioni
- Stefan Olsdal – basso, chitarra, sintetizzatore Boutique, pianoforte, cori

Altri musicisti
- Adam Noble – programmazione
- William Lloyd – programmazione
- Pietro Garrone – batteria
- Cody Jet Molko – cori

Produzione
- Placebo – produzione
- Adam Noble – produzione, ingegneria del suono, missaggio
- William Lloyd – ingegneria del suono
- Robin Schmidt – mastering
- Stefan Olsdal – ingegneria del suono aggiuntiva